# François Henrot
François Henrot, né le 3 juillet 1949 à Neuilly-sur-Seine (Hauts-de-Seine), est un banquier d'affaires français. Il a été le bras droit de David de Rothschild à la Rothschild & Cie. 

## Biographie

### Jeunesse et études
François Henrot naît dans une famille de médecins. Il suit des études secondaires au lycée Louis-le-Grand, puis à l'Institut d'études politiques de Paris. Il est titulaire d'une licence d'économie. Il étudie à l'École nationale d'administration. Il a aussi étudié à l'université Stanford.
Il est pendant dix ans haut fonctionnaire, notamment à la Direction générale des télécommunications (DGT) avant la création de France Télécom où il a lancé le Minitel.
Il épouse une artiste (Maud Greder, artiste et graveur), et s'intéresse à la musique et à la peinture.

### Parcours professionnel
Il devient ensuite directeur de la Compagnie bancaire (filiale de Paribas), apprenant le métier auprès de André Lévy-Lang alors PDG de Paribas.
En 1995, il fait ensuite un très court passage (d'une semaine) à la Direction générale des télécommunications (DGT) devenue France Télécom. Ce serait Alain Minc qui aurait suggéré qu'on lui confie ce poste, qu'il abandonne jugeant manquer du soutien de l’État pour les réformes qui auraient été nécessaires. 
En 1997, il entre ensuite dans la banque d'affaires Rothschild & Cie. Il devient rapidement l'un des banquiers les plus importants de la banque. Il devient le bras droit de David de Rothschild. Il aurait notamment été responsable de l'entrée d'Accor dans le Club Med, de la privatisation de la Snecma et du refinancement de la dette d'Eurotunnel. Il devient directeur de la banque.
Il s'intéresse à la santé (notamment en soutenant, avec David de Rothschild l'ICM (« Institut du cerveau et de la moelle épinière ») créé au sein du CHU de la Pitié-Salpetrière), continue à s'intéresser aux arts et à soutenir la musique (membre de l’Association pour le rayonnement de l'Opéra de Paris), le théâtre et les beaux arts (il est président de l’École nationale supérieure des arts décoratifs). 
Il reste discret sur sa carrière de banquier, se définissant en 2004 comme « un homme de l'ombre qui entend le rester », et encore en 2010 "Médiaphobique". Il est responsable du recrutement d'Emmanuel Macron au sein de la banque Rothschild. Il pousse sa promotion en tant qu'associé-gérant quelques années plus tard.
En 2010, il décide néanmoins de publier un livre dans lequel il présente son point de vue sur les causes et les conséquences de la crise dite crise de 2008, intitulé "Le Banquier et le Philosophe" dans lequel il dialogue avec Roger-Pol Droit, qu'il a connu au lycée Louis-le-Grand.
Tout en y défendant les banquiers, il y reconnaît qu'ils « ont manqué de distance durant la crise », emportés par "la démesure de la raison" et trop confiants dans leurs modèles mathématiques ; « Les membres de la profession partagent des croyances, des a priori, des impensés qu'ils ont fini par confondre avec la réalité ». Dans son livre, Roger-Pol Droit estime que la sortie de crise nécessite davantage de règles, alors que Henrot continue à défendre l'autorégulation.
Il devient en 2010 special senior advisor au sein de la banque Rothschild. Il est président du Groupe Rothschild, ainsi que membre du conseil d'administration de Rexel et de Bank of Africa. Il est également président de l'École nationale supérieure des arts décoratifs[source insuffisante].
Il exerce diverses fonctions en rapport avec ses compétences en matière de finance, d'affaires et d'industrie. Il devient par exemple le 13 décembre 2010 « censeur » du Conseil de surveillance du Groupe Vallourec, après avoir démissionné de ses fonctions de membre du Conseil de Surveillance et du Comité Stratégique. Il fait partie du conseil d'administration de la French-American Foundation[source insuffisante].

## Distinctions
- Officier de la Légion d'honneur le 14 avril 2017 (chevalier du 10 mars 1999)[8]